# Trochosa himalayensis
Trochosa himalayensis là một loài nhện trong họ Lycosidae.
Loài này thuộc chi Trochosa. Trochosa himalayensis được Benoy Krishna Tikader & A. Malhotra miêu tả năm 1980.